# Château de Heidecksburg
Le château de Heidecksburg est l'ancienne résidence des princes de Schwarzbourg-Rudolstadt, dont Rudolstadt, où il se trouve, était la capitale.

## Histoire
Il y avait à cet emplacement, à soixante mètres de hauteur au-dessus du bourg, un château fort au XIIIe siècle. L'on devine certaines parties de ses fondations dans le jardin du château. Il appartient alors aux comtes d'Orlamünde. Il est acquis en 1334 par les comtes de Schwarzbourg, mais il est détruit en mars 1345 pendant la guerre des comtes de Thuringe (1342-1346). Un autre château est reconstruit au milieu du XIVe siècle (à l'emplacement actuel de la place du château). Il brûle en partie en 1573 et est rebâti en style Renaissance, avec trois corps de bâtiment.
Ce nouveau château brûle à nouveau en 1735 et on le réaménage en style baroque. Il fallait que le château représente avec magnificence la nouvelle position des Schwarzbourg-Rudolstadt, devenus princes depuis 1710. Il fait 150 mètres de long, avec une imposante aile sud menant à la cour intérieure. Une immense salle de bal, dont le plafond mesure 12 mètres de hauteur, se trouve au centre du château et sert aujourd'hui à des expositions temporaires, à des concerts et à des événements culturels. Des salles de réception se suivent. L'aile nord était autrefois consacrée aux services des princes et à leurs ministères, ainsi qu'à leurs artisans domestiques. Une tour baroque de 40 mètres est érigée au-dessus du château en 1744.
Les travaux, commandés par le prince Frédéric-Antoine, sont menés par Christoph Knöffel (1695-1752), héritier de l'art de Pöppelmann, l'architecte du Zwinger.
L'influence du baroque tardif de Dresde se fait sentir dans la façade ouest et dans les salles de réception de l'aile principale. Ses appartements aussi, avec ses cabinets, sa galerie de porcelaine, ses alcôves et ses petits salons, sont agencés et décorés dans le goût français. Gottfried Heinrich Krohne (1703-1756), venu de Weimar, poursuit les travaux, mais ils ne sont pas terminés après sa mort. Il faut attendre le début du XIXe siècle pour achever l'aile nord et l'aile est.

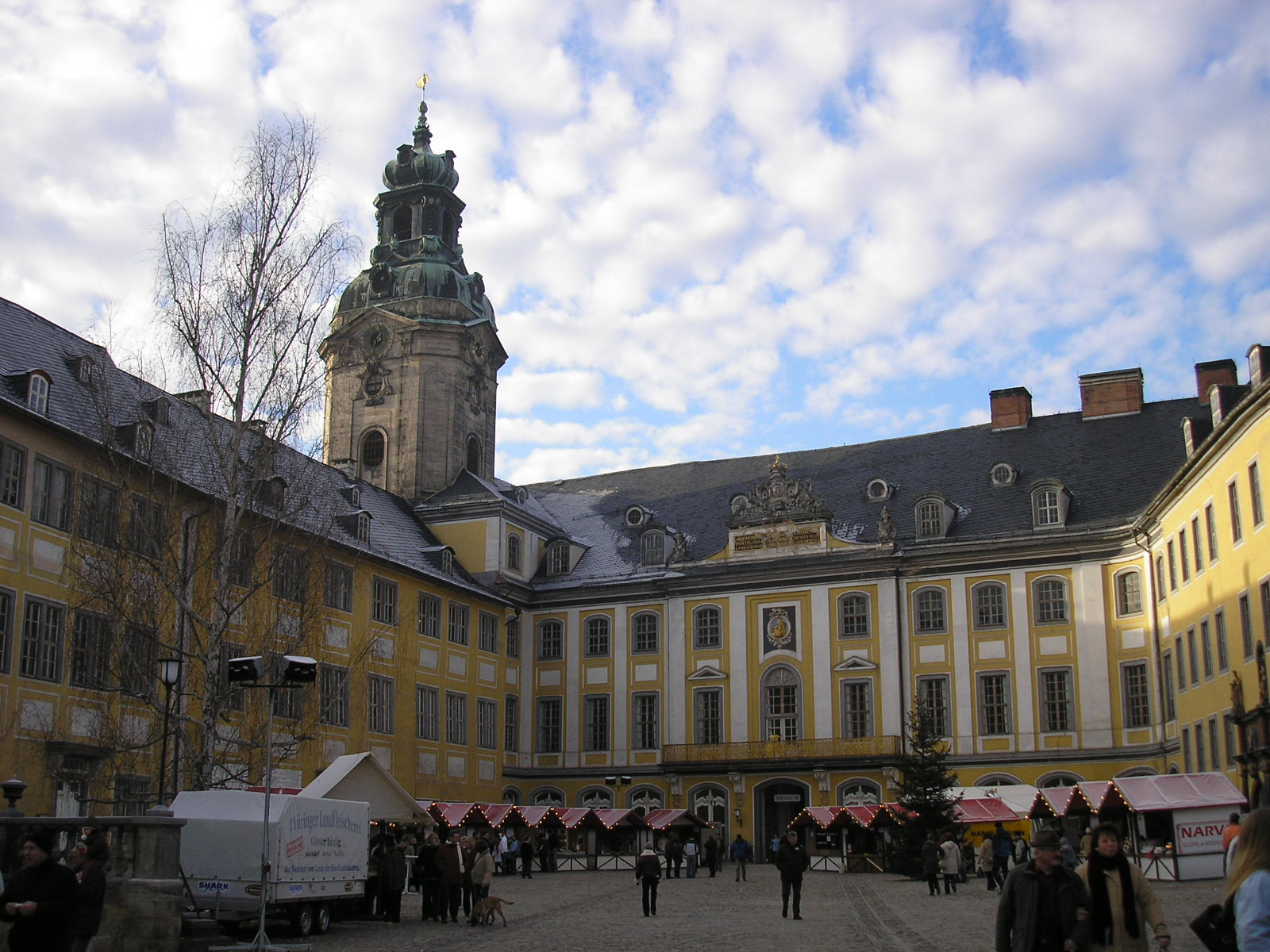
Cour intérieure du château pendant le marché de Noël.

L'intérieur du château laisse découvrir des salles au décor rococo, avec fresques, loges, angelots et stuc. On remarque le salon rouge (1742),  les salons autour du salon vert de l'aile nord (1750-1770).
L'aile sud est agrandie au début du XIXe siècle et certaines parties du château aménagées en style néoclassique. Après l'abdication du dernier duc, les collections du duc Gonthier-Victor (Günther-Viktor) sont rassemblées et sont à la base du musée ouvert en 1950. D'autres musées l'avait précédé.